# Man Asaad
Man Asaad (también  Assad), (en árabe: معن أسعد‎) (Hama, Siria, 20 de noviembre de 1993) es un deportista sirio que compite en halterofilia, que consiguió la medalla de bronce en los Juegos Olímpicos de Tokio 2020 en la categoría de más de 109 kg al levantar 424 kg

## Palmarés internacional
| Juegos Olímpicos | Juegos Olímpicos | Juegos Olímpicos  | Juegos Olímpicos |
| Año              | Lugar            | Medalla           | Categoría        |
| ---------------- | ---------------- | ----------------- | ---------------- |
| 2021             | Tokio ( Japón)   | Medalla de bronce | +109 kg          |